# Modlica (województwo wielkopolskie)
Modlica – wieś w Polsce położona w województwie wielkopolskim, w powiecie wrzesińskim, w gminie Pyzdry.
Miejscowość wchodzi w skład sołectwa Zamość.
W latach 1975–1998 miejscowość administracyjnie należała do województwa konińskiego.